# Josef Karel Burde
Josef Karel Burde, též Joseph Bourdet (14. května 1779, Praha – 26. února 1848 Praha) byl český malíř, grafik, restaurátor a sběratel umění, první inspektor Obrazárny Společnosti vlasteneckých přátel umění a ve své době uznávaný znalec umění.

## Život
Byl synem rytce kamejí a medailéra Jana Karla Burdeho (1744–1815), v jehož dílně se vyučil. Později studoval kresbu na Akademii výtvarných umění v Praze. Byl majitelem rozsáhlé sbírky rytin. V letech 1804–1848 vykonával funkci inspektora Obrazárny Společnosti vlasteneckých přátel umění. Jeho působení spadá do éry, která předcházela oddělení výtvarné teorie od praxe a kdy se v jedné osobě běžně spojovala dráha aktivního umělce s praxí výtvarného znalce a kritika, restaurátora, galeristy a obchodníka.. 
Dále zastával místo kustoda sbírek českého muzea a podepsal smlouvu na zhotovení 8000 odlitků českých pečetí, které v úplnosti nikdy nedodal, a proto byl propuštěn.

## Dílo
Jako grafik kreslil krajiny i studie portrétů a do grafiky převáděl obrazy starých mistrů (například Petra Brandla) i svých současníků, např. Josefa Berglera. Jeho preromantické krajiny provedené technikou leptu a kresby vytvořené v plenéru navazují na tradici holandského umění. Díky jeho precizně provedeným reprodukcím se zachovala podoba dnes již nezvěstných děl z období renesance a baroka. Spolu s Antonínem Karlem Balzerem a Karlem Postlem je řazen k předním představitelům české krajinářské grafiky konce 18. a první poloviny 19. století.

## Rodina
Byl dvakrát ženat. Podruhé se oženil se s Františkou Valáškovou z Rokycan (1807-1842), která byla o 28 let mladší než on. .
Všechny čtyři děti měl z prvního manželství, a to syny Rudolfa, Karla a dvě dcery Leopoldinu a Annu. Starší syn Rudolf (1812-1841) se věnoval kresbě, mladší Karel (1828-)  vystudoval v roce 1848 filozofii,  ale v policejní přihlášce uvedl, že je malíř-krajinář. Rodinu opakovaně postihovala tuberkulóza.